# BEEF: Русский хип-хоп
«BEEF: Русский хип-хоп» — российский документальный фильм режиссёра Ромы Жигана, вышедший в прокат 24 января 2019 года. Премьера фильма символично состоялась в городе Люберцы, в кинотеатре «Октябрь», 26 января 2019 года. Фильм посвящён истории русского хип-хопа и его ключевым представителям, которые внесли значительный вклад в развитие жанра в России.

## Сюжет
Фильм рассказывает историю русского хип-хопа глазами его главных представителей. Он охватывает период с конца 1980-х годов, когда хип-хоп только начал проникать в СССР, до современности, показывая, как жанр эволюционировал и становился частью российской культуры. В ленте поднимаются темы конкуренции, дружбы, творческих поисков, а также конфликтов и скандалов, которые сопровождали развитие хип-хопа в России. Фильм также затрагивает вопросы влияния хип-хопа на молодое поколение и его роль в формировании современной российской музыкальной индустрии.

## В ролях
Фильм представляет собой серию интервью с известными артистами, которые играют самих себя. Среди участников:
| Актёр                          | Роль                                  |
| ------------------------------ | ------------------------------------- |
| Василий Вакуленко              | Играет самого себя Баста              |
| Иван Алексеев                  | Играет самого себя Noize MC           |
| Александр Тимарцев             | Играет самого себя Ресторатор         |
| Адиль Жалелов                  | Играет самого себя Скриптонит         |
| Андрей Меньшиков               | Играет самого себя Лигалайз           |
| Александр Степанов             | Играет самого себя ST                 |
| Владислав Валов                | Играет самого себя Мастер Шеff        |
| Кирилл Толмацкий               | Играет самого себя Децл               |
| Леван Горозия                  | Играет самого себя L’One              |
| Александр Цихов                | Играет самого себя Смоки Мо           |
| Мирон Федоров                  | Играет самого себя Oxxxymiron         |
| Алексей Долматов               | Играет самого себя Guf                |
| Тимур Юнусов                   | Играет самого себя Тимати             |
| Азамат Кудзаев Сослан Бурнацев | Играют самих себя Miyagi & Andy Panda |
| Роман Воронин                  | Играет самого себя Рем Дигга          |
| Фёдор Инсаров                  | Играет самого себя Feduk              |
| Иван Дрёмин                    | Играет самого себя FACE               |
| Группа "Каста"                 | Играют самих себя Каста               |
| Группа "25/17"                 | Играют самих себя 25/17               |
| Александр Жвакин               | Играет самого себя Лок Дог            |

## Производство и премьера
Режиссёр Рома Жиган, известный своими работами в музыкальной индустрии, решил создать фильм, который бы объединил историю русского хип-хопа и показал его через призму личных историй артистов. Съёмки проходили в разных городах России, а также за рубежом, где выступали и записывали музыку участники фильма. Премьера состоялась в Люберцах, что символично, так как этот город считается одним из центров развития хип-хопа в России.

## Критика и отзывы
Фильм получил неоднозначные отзывы. С одной стороны, его хвалили[кто?] за попытку охватить масштабную тему и представить историю жанра через интервью с ключевыми фигурами. С другой стороны, некоторые критики[кто?] отмечали, что фильм мог бы быть более детальным и глубоким, особенно в части анализа влияния хип-хопа на общество и культуру. Тем не менее, «BEEF: Русский хип-хоп» стал важным культурным событием, которое привлекло внимание к истории и современному состоянию русского хип-хопа.

## Значение
Фильм «BEEF: Русский хип-хоп» стал первым крупным документальным проектом, посвящённым истории хип-хопа в России. Он не только запечатлел ключевые моменты развития жанра, но и показал, как хип-хоп из андеграундного движения превратился в значимую часть российской музыкальной культуры. Лента также подчеркнула роль артистов, которые своими творчеством и личными историями вдохновляли новые поколения слушателей и исполнителей.